# Sankt Panteleimons kloster
Sankt Panteleimons kloster (ryska: Пантелеимонов монастырь; grekiska: Αγίου Παντελεήμονος), eller Rossikon (Ρωσικό), är ett rysk-ortodoxt kloster beläget på berget Athos i Grekland och är det största ryska religiösa centret i landet.

## Namn
Sankt Panteleimons kloster har fått sitt namn efter martyren Panteleimon från Nikomedia, avrättad 305 under den romerske kejsaren Maximianus. Hans reliker spreds ut i den kristna världen. Huvudet finns i klostret på berget Athos.

## Historia
Patriarken av Moskva har ingen formell makt över Sankt Panteleimon klostret trots att det är rysk-ortodoxt. Sankt Panteleimon och alla andra kloster i Athos sorterar under patriarken i Konstantinopel. Den första dokumenterade ankomsten av en rysk munk till Athos var år 1016, klostret grundades 1169 av munkar från Kievriket. Klostret brann 1307 och 1968.
Athos är en av Östortodoxa kyrkans viktigaste centrum. Endast munkar får bo där och kvinnor är förbjudna, liksom husdjur av honkön. Ett begränsat antal manliga pilgrimer får besöka klostren med specialtillstånd.

## Övrigt
2016 besökte Rysslands president Vladimir Putin och Rysk-ortodoxa kyrkans patriark Kirill av Moskva klostret.

## Kända munkar
- Sankt Sava (1174–1236)
- Konstantin Leontiev (1831-1891)
- Arkimandrit Sofrony (1896-1993)

## Bilder

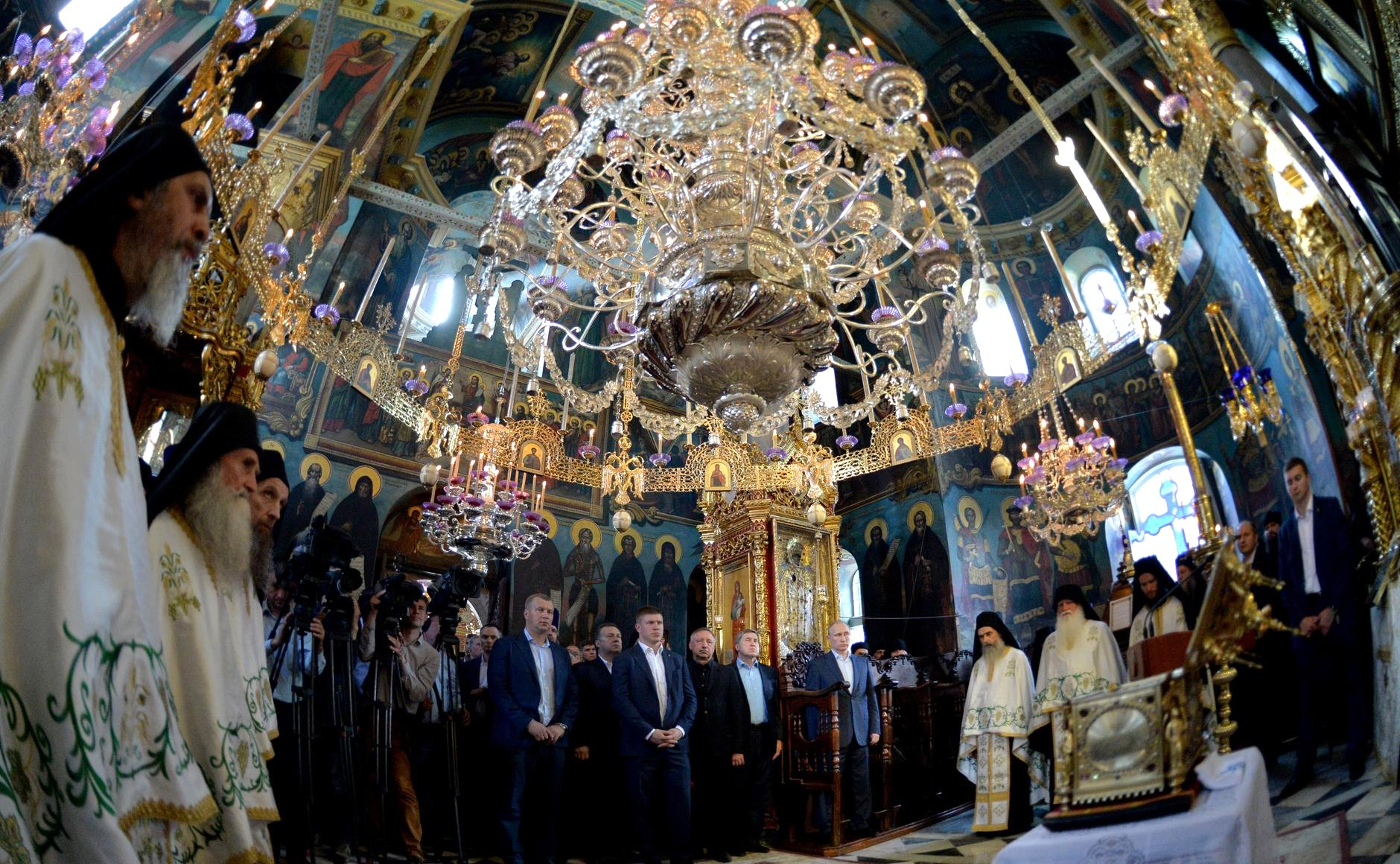
Klostrets interiör.
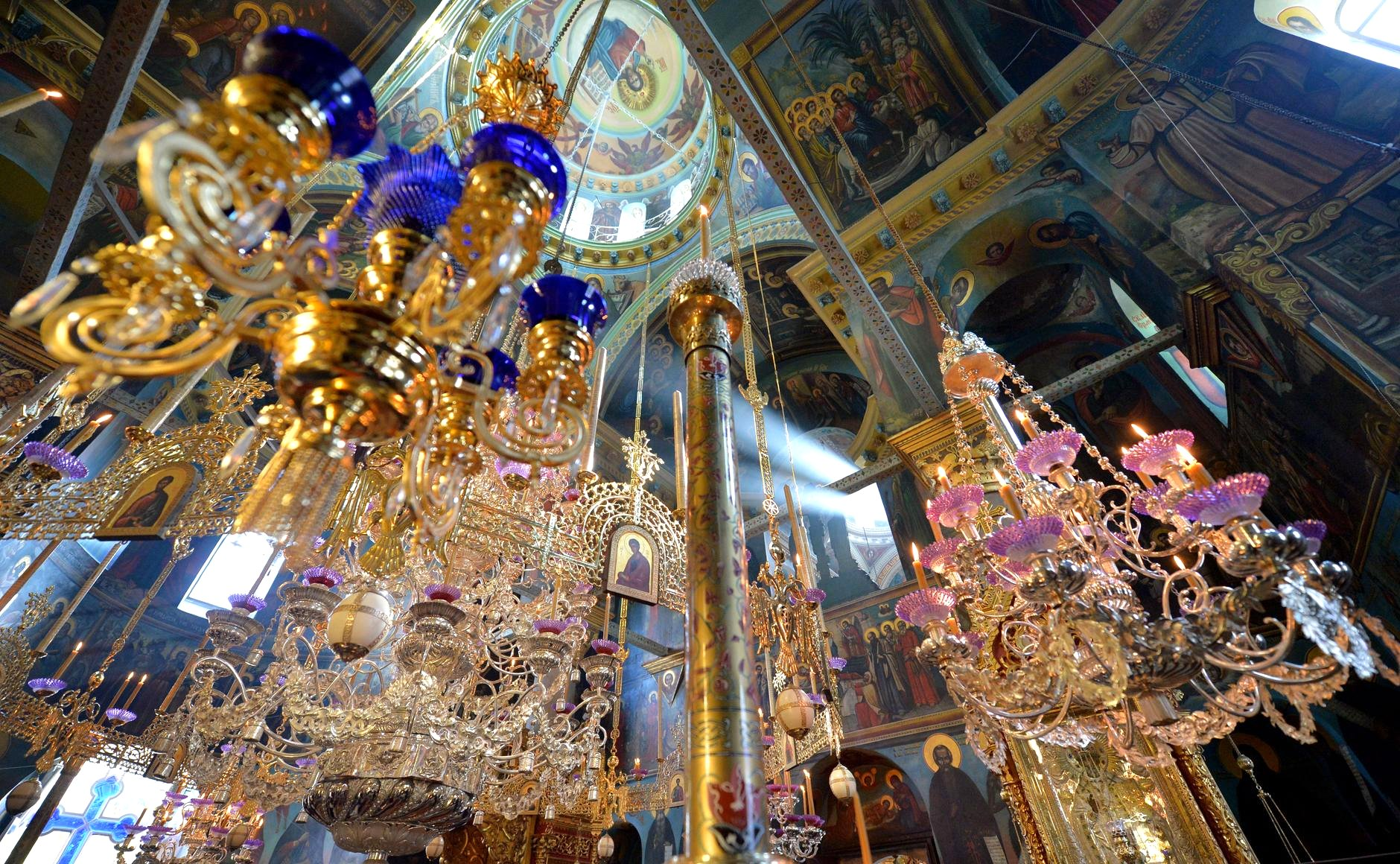
Interiör.